# Falso despertar
Un falso despertar es un sueño vívido y convincente en el que se sueña que se despierta del sueño, cuando en realidad la persona sigue durmiendo. 
Tras un falso despertar, las personas a menudo sueñan que llevan a cabo sus rutinas matutinas diarias, tales como ducharse, cocinar, limpiar, comer o ir al baño. Los falsos despertares, en particular aquellos en los que se sueña que se ha despertado de un sueño que incluía a su vez otros sueños, toman aspectos de un sueño doble o de un sueño dentro de un sueño. Un ejemplo clásico en la literatura es el doble falso despertar del protagonista de El retrato de Nikolái Gógol (1835).

## Conceptos relacionados

### Lucidez
Un falso despertar puede ocurrir tras un sueño o tras un sueño lúcido (sueños en los que la persona ha sido consciente de estar soñando). Cuando un falso despertar sigue a un sueño lúcido, es posible que el falso despertar se convierta en un «sueño prelúcido», es decir, un sueño en el que la persona puede empezar a preguntarse si realmente está despierta y puede o no llegar a la conclusión correcta. En un estudio realizado por la psicóloga de Harvard Deirdre Barrett, dos mil sueños de 200 participantes fueron examinados y se descubrió que era mucho más probable que ocurrieran falsos despertares y lucidez dentro del mismo sueño o dentro de diferentes sueños de la misma noche. Según los investigadores, falsos despertares a menudo precedían como señal a la lucidez, pero también era posible que siguieran al darse de cuenta de la lucidez, a menudo perdiéndola en el proceso.

### Bucle
Un bucle de falsos despertares ocurre cuando alguien sueña una y otra vez que despierta, a veces incluso hasta diez veces o más, sin saber cuándo se está realmente despierto. En ocasiones, la persona puede realizar acciones sin saberlo. La película A nightmare on Elm Street popularizó este fenómeno en el cine. Este fenómeno puede estar relacionado con el de sonambulismo o la realización de acciones en estado de inconsciencia.

## Síntomas

### Realismo y no realismo
Es posible que ciertos aspectos de la vida cotidiana sean dramatizados o aparezcan fuera de lugar durante los falsos despertares. Puede que ciertas cosas parezcan estar mal: detalles, como la pintura de una pared, no poder hablar o tener dificultad para leer (de acuerdo con las investigaciones, leer durante un sueño lúcidos suele ser difícil o imposible). En algunos casos, la persona puede sentir que sus sentidos se intensifican o cambian. Un tema común durante los falsos despertares es el de ir al baño, a menudo encontrando que su reflejo en el espejo está distorsionado (lo que puede convertirse una oportunidad para tener un sueño lúcido, pero por lo general resulta en que la persona despierte).

### Repetición
Puesto que la mente sigue soñando tras un falso despertar, puede que ocurra más de un falso despertar en un solo sueño. Las personas pueden soñar que se despiertan, desayunan, se cepillan los dientes, etc., solo para «despertar» de repente de nuevo en la cama (todavía en medio del sueño), comenzar de nuevo los rituales matutinos, y «despertar» de nuevo, varias veces. El filósofo Bertrand Russell afirmaba haber experimentado «alrededor de cien» falsos despertares consecutivos mientras recuperaba el conocimiento tras recibir anestesia general.

## Tipos
La filósofa Celia Green sugirió que se hiciera una distinción entre dos tipos de falso despertar, que denominó Tipo 1 y Tipo 2:

### Tipo 1
El Tipo 1 de falso despertar es el más común. En estos, el soñador parece despertarse, pero no necesariamente en un entorno realista, es decir, no en su propio dormitorio. Es posible tras esto que sobrevenga un sueño prelúcido. Más comúnmente, quienes experimentan esto creen que han despertado y luego genuinamente se despiertan en su propia cama o «vuelven a dormirse» en el sueño.
Un ejemplo común de falso despertar es un escenario en el que se «llega tarde al trabajo». Alguien puede «despertarse» en una habitación típica en la que la mayoría de las cosas parecen normales, y darse cuenta entonces de que se quedó dormido y ya pasó la hora de entrada al trabajo o la escuela. Los relojes, si es que aparecen en el sueño, muestran la hora indicando tal hecho. El pánico que ocurre como resultado suele ser lo suficientemente intenso como para despertar de verdad al soñador (de manera muy similar a una pesadilla).
Otro ejemplo común de este tipo de falsos despertares puede terminar en mojar la cama. En este escenario la persona ha experimentado un falso despertar y mientras se encuentra en estado de sueño realiza todas las conductas tradicionales que preceden a orinar: levantarse de la cama, caminar hasta el baño y sentarse en el inodoro o acercarse a un orinal, punto al cual la persona puede entonces orinar solo para despertarse de repente y descubrir que se ha orinado de verdad.

### Tipo 2
Según Green, los falsos despertares Tipo 2 parecen ser considerablemente menos comunes. Green los caracterizó en los siguientes términos:

The subject appears to wake up in a realistic manner but to an atmosphere of suspense. ... The dreamer's surroundings may at first appear normal, and they may gradually become aware of something uncanny in the atmosphere, and perhaps of unwanted [unusual] sounds and movements, or they may "awake" immediately to a "stressed" and "stormy" atmosphere. In either case, the end result would appear to be characterized by feelings of suspense, excitement or apprehension. Celia Green.

El sujeto parece despertar de forma realista pero en un ambiente de suspenso. El entorno del soñador puede parecer normal inicialmente, y puede darse cuenta gradualmente de algo extraño en la atmósfera, y quizás de sonidos y movimientos no deseados [inusuales], o puede "despertarse" inmediatamente en una atmósfera "estresada" y "tormentosa". En ambos casos, el resultado final parece caracterizarse por sentimientos de suspenso, excitación o aprensión.

El psicólogo Charles McCreery llama la atención sobre la similitud entre esta descripción y la descripción que hizo el psicopatólogo alemán Karl Jaspers (1923) respecto a la llamada «experiencia delirante primaria» (un sentimiento o sensación general que precede a una creencia delirante más específica). En palabras de Jaspers:

Patients feel uncanny and that there is something suspicious afoot. Everything gets a new meaning. The environment is somehow different—not to a gross degree—perception is unaltered in itself but there is some change which envelops everything with a subtle, pervasive and strangely uncertain light. ... Something seems in the air which the patient cannot account for, a distrustful, uncomfortable, uncanny tension invades him. Karl Jaspers.

Los pacientes se sienten raros y que algo sospechoso ocurre. Todo adquiere un "nuevo significado". El ambiente es de alguna manera diferente - [aunque] no en un grado bruto - la percepción no se altera en sí misma, pero hay algún cambio que lo envuelve todo con una luz sutil, penetrante y extrañamente incierta. Algo parece estar en el aire que el paciente no puede explicar, una tensión desconfiada, incómoda, extraña le invade.

McCreery sugiere que tales similitudes fenomenológicas no son coincidencia y en cambio resultan de la idea de que ambos fenómenos, los falsos despertares tipo 2 y las experiencias delirantes primarias, son fenómenos del sueño. McCreery sugiere que la experiencia delirante primaria, como ocurre con otros fenómenos de la psicosis tales como las alucinaciones o los delirios secundarios o específicos, representa una intrusión de procesos asociados con el sueño de fase 1 que ocurre en la experiencia consciente durante la vigilia. Se sugiere que la razón por la que ocurren tales intrusiones es que el sujeto psicótico se encuentra en un estado de hiperactivación o hiperexcitación, estado que puede llevar a lo que Ian Oswald denominó «microsueños» en la vida cotidiana durante la vigilia.
Otros investigadores son escépticos respecto a que los tipos propuestos por Green sean tipos claramente distinguidos, en lugar de simplemente puntos a lo largo de un espectro sutil.

## Falso despertar en la cultura popular
- En la película Waking Life (Despertando la vida) de 2001, la trama muestra a un joven que recorre las calles de una ciudad mientras participa en discusiones filosóficas con otras personas. Sin embargo, de un momento a otro despierta y empieza nuevos diálogos.
- En la serie The Twilight Zone de 2002, en el episodio The Pool Guy.
- En la película Inception (El Origen) de 2010 se presenta la estructura del falso despertar como perteneciente a niveles ascendentes de conciencia hacia el despertar.